# 푸른날개팔색조
푸른날개팔색조는 참새목 팔색조과의 조류이다. 오스트레일리아와 동남아시아가 원산지이다.

## 특징

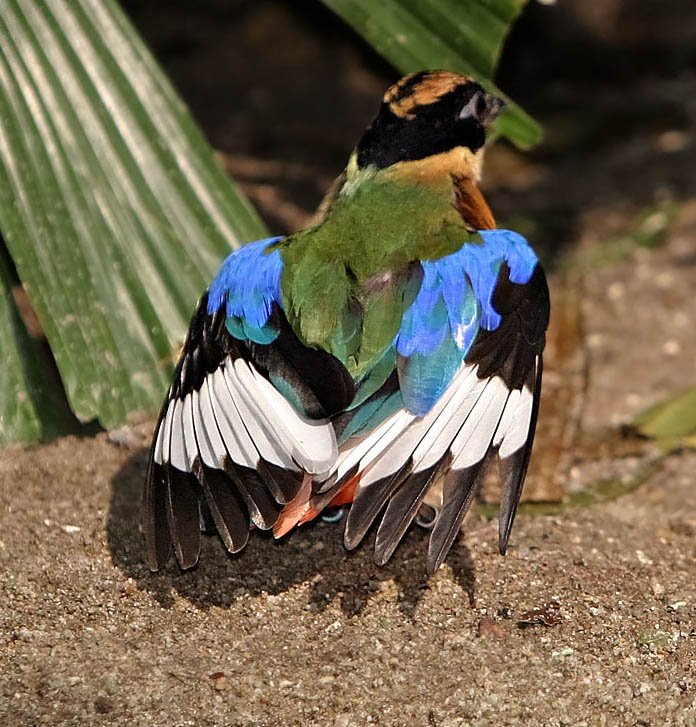

머리는 검은색이고 황색의 눈선이 있다. 턱밑의 멱은 흰색이다. 아랫면은 주황색이고 배 중앙부터 아래 꼬리덮깃은 붉은색이다. 윗면의 날개는 녹색이다. 첫째날개깃은 검은색이고 둘째날개깃은 청색이다. 부리는 검은색이며 다리는 담황색이다. 어깨와 목은 녹색, 날개는 파란색이다. 부리는 검은색, 눈은 갈색이고 다리는 엷은 분홍색이다. 몸의 길이는 180~205mm이다. 새끼는 비슷한 형태의 깃털이 있지만 더 연하다. 그것은 맹그로브팔색조와 닮았지만 더 짧은 부리로 구별할 수 있다.

## 참조
1. ↑  BirdLife International (2016). “Pitta moluccensis”. 《IUCN 적색 목록》 (IUCN) 2016: e.T22698688A93697612. doi:10.2305/IUCN.UK.2016-3.RLTS.T22698688A93697612.en. 2023년 12월 13일에 확인함.
2. ↑  Slater, Peter (1978년). 《A field guide to Australian birds: passerines》. Adelaide: Rigby. 86쪽. ISBN 0-85179-813-6.